# تامشي
تامشي (بالقيرغيزية: Тамчы)‏ (بالروسية: Тамчы) هي قرية في مقاطعة إيسيك كول في قيرغيزستان. بلغ عدد سكانها حوالي (1,427) نسمة عام 2009.

## الجغرافيا
تقع تامشي على الشاطئ الشمالي لبحيرة إيسيك كول، بين [باليكيكي] و[تشولبون أتا] على الطريق السريع (A363) إلى الغرب من كوشكول.

## البيئة الطبيعية

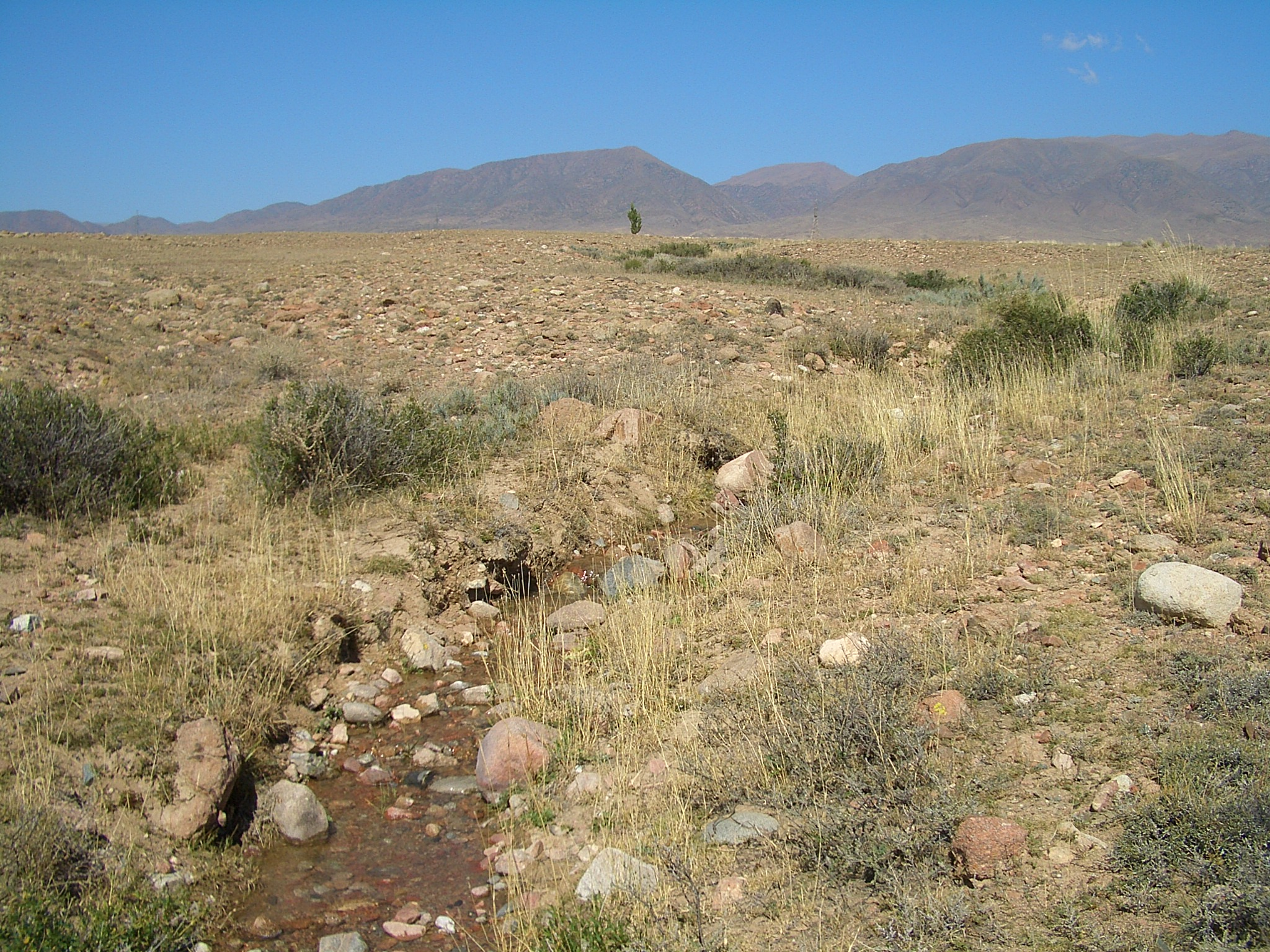
الأريك (تيار موجه) يجلب المياه من الجبال إلى القرية

تمتد القرية لبضعة كيلومترات على طول شاطئ خليج شكله الرعن في كوشكول إلى الغرب و تشوك-تال إلى الشرق. يرتفع سهل صحراوي بلطف ويمتد لأكثر من عشرة كيلومترات إلى شمالي القرية نحو سفوح سلسلة الجبال التي تفصل حوض إيسيك كول عن وادي كيمين في أقصى الشمال. يمكن رؤية قمم الجبال النائية المغطاة بالثلوج من القرية، وفي يوم صافٍ، يمكن للمرء رؤية جبال تيان شان عبر البحيرة إلى جهة الجنوب.
يتدفق خورُ من الجبال إلى الشاطئ حاملاً معه المياه العذبة إلى القرية. وعلى طول ذلك المسار، تتم عمليات إعادة توجيه مياه الخور لغرض استعمالها في الري، ولكون كمية المياه في الخور محدودة للغاية، فإن بضعة كيلومترات مربعة فقط من الأراضي حول القرية يتم ريّها. وغالبا ما تكون منازل القرية محاطة ببساتين التفاح والجوز كونها من الأنواع المفضلة محليا. تعتبر تامشي إحدى وجهات عطلات الشاطئ العائلية الشهيرة على الشاطئ الشمالي لبحيرة إيسيك كول. وهي أقل تطورا وأقل تكلفة بالمقارنة مع شولبون-آتا، وتحظى بشعبية بين مسافري الطبقات المتوسطة في بيشكيك. وعلى نقيض جارتها الغربية كوشكول، لم تحظ تامشي بتطوير كاف على صعيد المنتجعات خلال الحقبة السوفييتية، وبيوت الضيافة فيها عبارة عن مساكن صغيرة تدار من قبل عائلات محلية.

## النقل
تقع تامشي على الطريق السريع الذي يمتد على طول الشاطئ الشمالي لبحيرة إيسيك كول، وتخدمه عربات الركاب والحافلات التي تعمل على طريق بيشكيك-باليكتشي-شولبون-آتا-كاراكول.
يقع مطار تامشي، الأكبر على البحيرة، على بعد حوالي 5 كيلومترات إلى الشرق من القرية. وتم الإعلان عن خطة لتحديث هذا المطار عام 2006.